# MG4
MG4 (позначення виробника — HK123) — ручний кулемет, що виготовляється компанією Heckler & Koch. Розроблявся із другої половини 1990-х років, прототип вперше був показаний широкому загалу в 2001 році. Новий кулемет став прямим конкурентом такому популярному зразку, як бельгійський FN Minimi / M249 SAW в ніші легкої та мобільної зброї вогневої підтримки рівня піхотного відділення.
Кулемет 2003 року був прийнятий на озброєння Бундесверу під позначенням MG4. 2007 року було укладено перший експортний контракт з Іспанією. У німецькій армії MG4 поступово замінює важчий і потужніший єдиний кулемет MG3 калібру 7,62×51 мм НАТО, що використовується як ручний.

## Варіанти
HK MG4 постачається у таких варіантах:
- MG4 (HK123) — стандартна версія з довжиною ствола 450 мм і складаним прикладом;
  - MG4E (HK123Е) — експортний варіант зі зниженою швидкострільністю;
  - HK123 Vehicle Weapon версія кулемета для установки на техніку, зокрема, як озброєння дистанційно керованого бойового модуля, з довжиною ствола 450 мм.
- MG4 (HK123K) — укорочена версія кулемета з довжиною ствола 370 мм і складаним прикладом;
  - MG4KE (HK123KE) — експортний варіант кулемета НК123K з довжиною ствола 370 мм і складаним прикладом.
  - MG4 A3 — варіант, що містить деякі елементи від MG5, як оптичний приціл Hensoldt ZO 4×30.
- MG5 — 7,62-мм кулемет, створений на основі MG4.

## Оператори

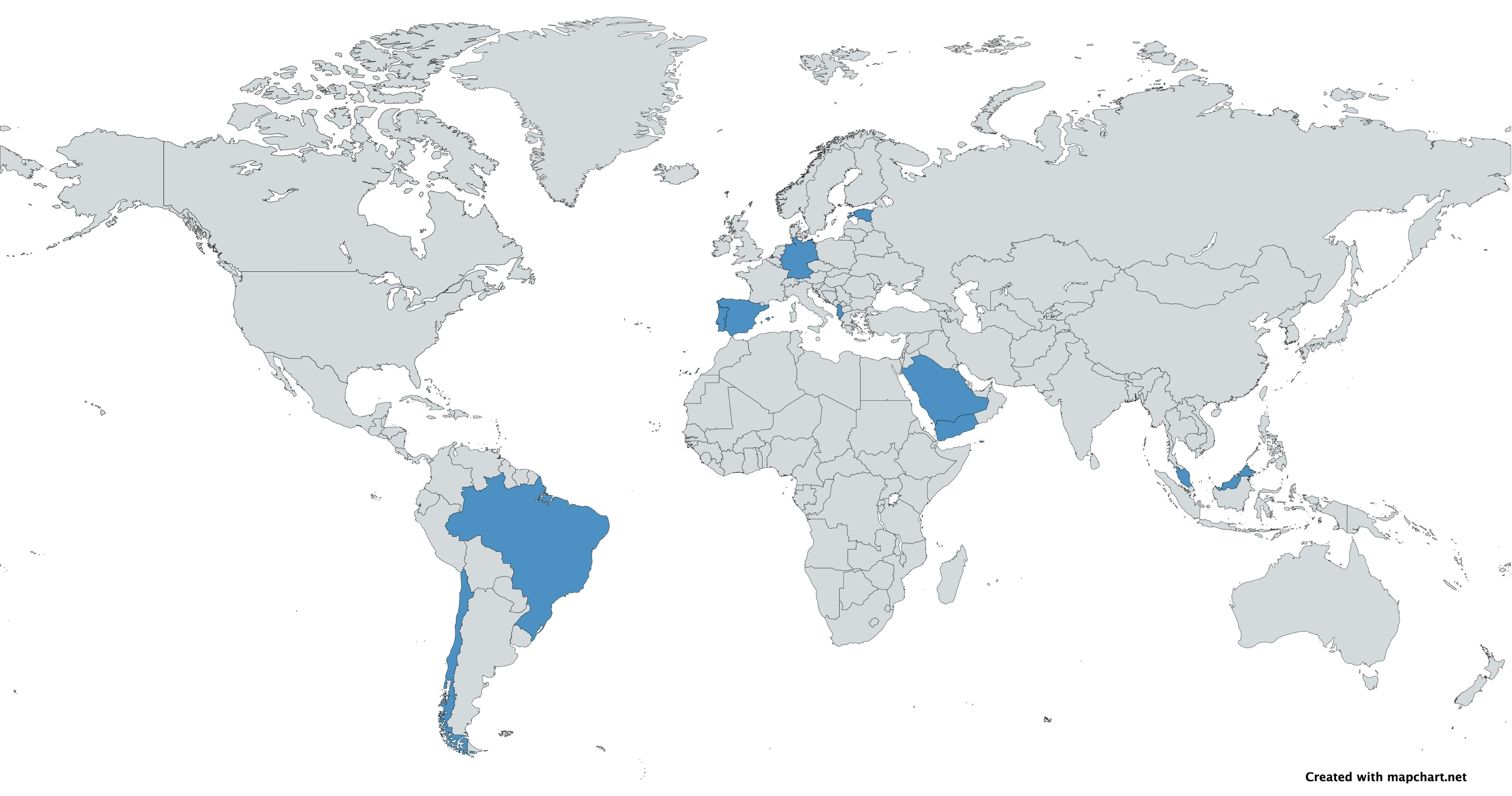
Мапа операторів MG4

- Албанія[1]
- Бразилія[2]
- Чилі[3]
- Естонія
- Німеччина
- Малайзія
- Португалія
- Саудівська Аравія
- Іспанія
- Ємен